# Маульташены

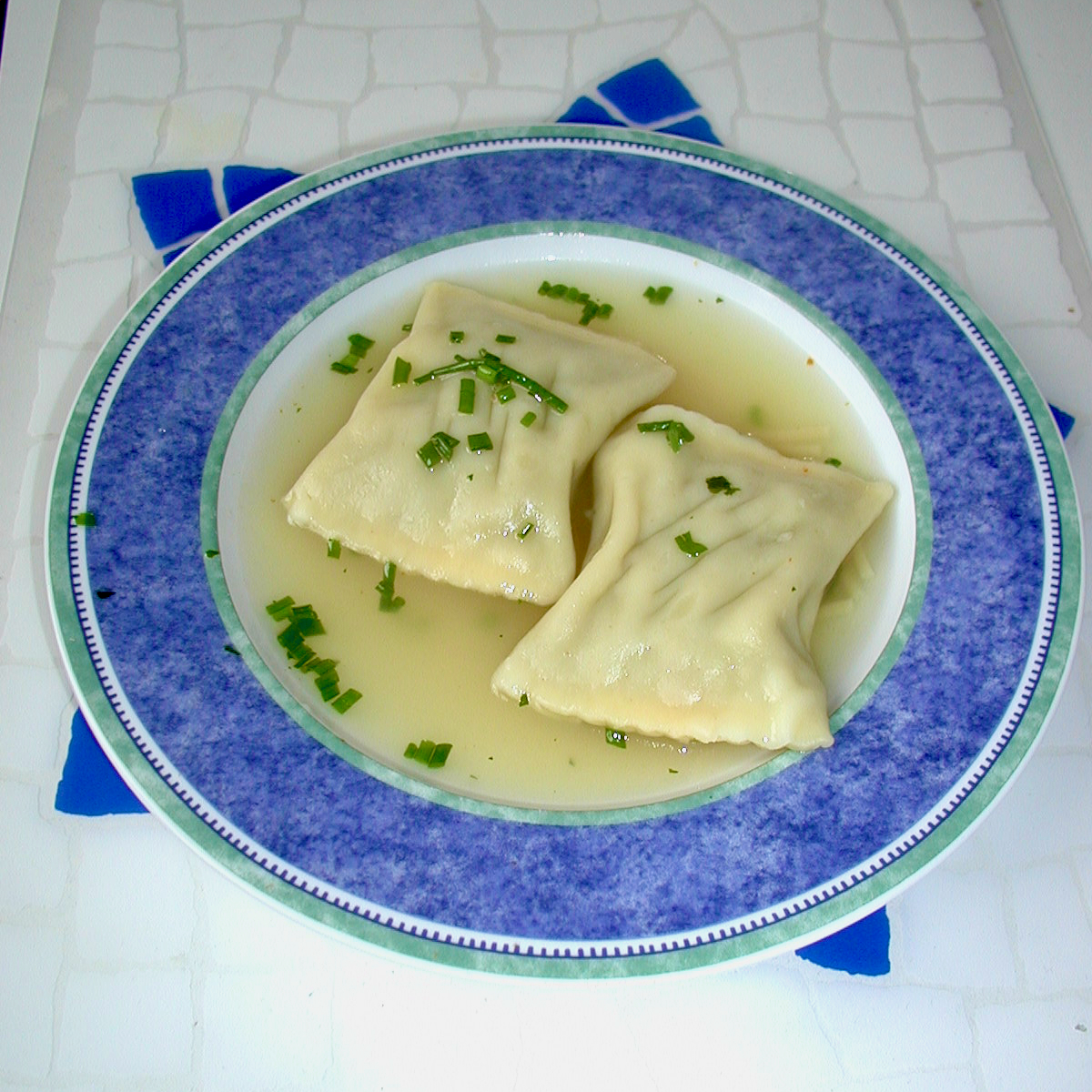
Прозрачный суп с маульташенами

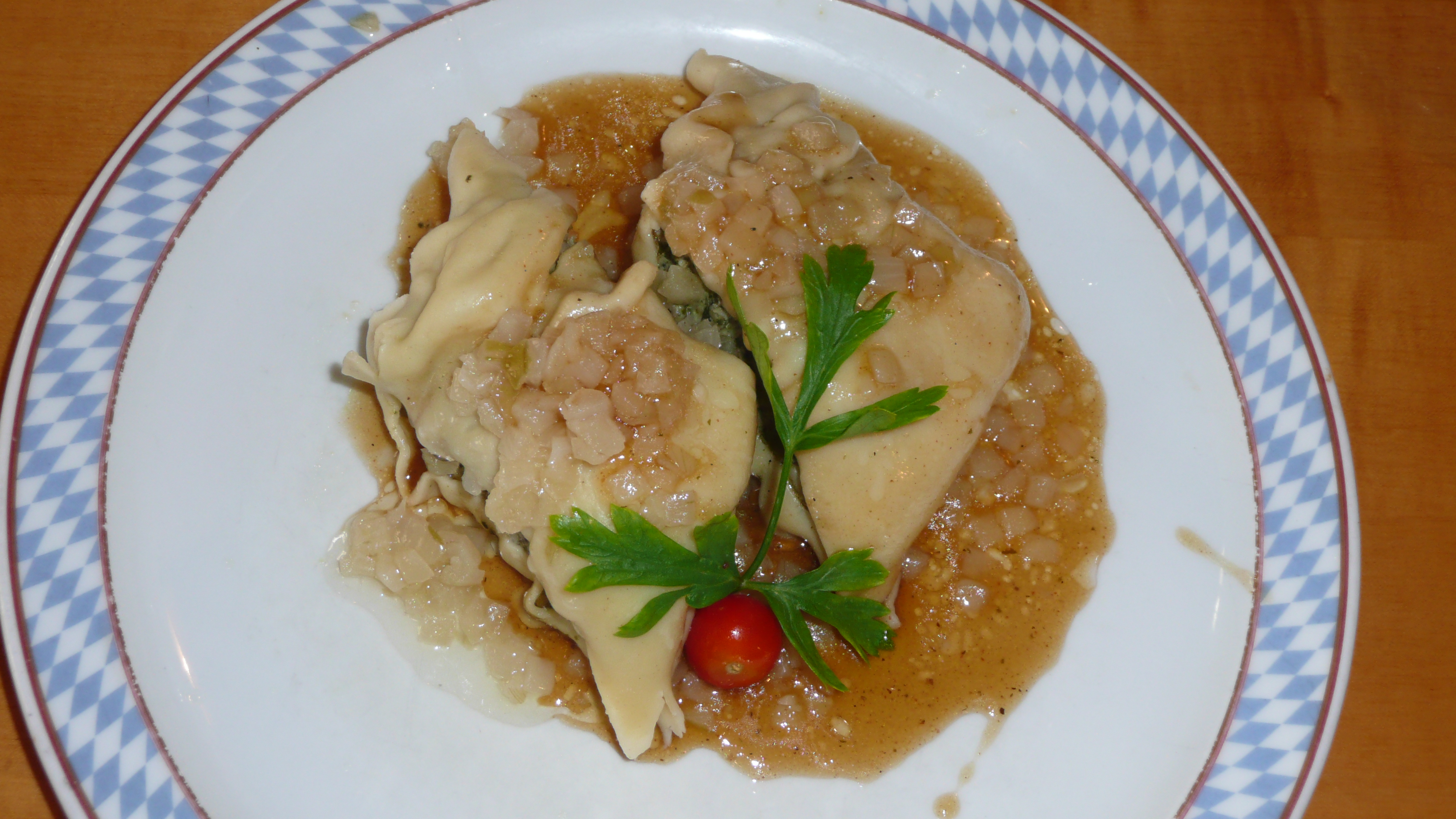
Маульташены, сервированные с жареным луком

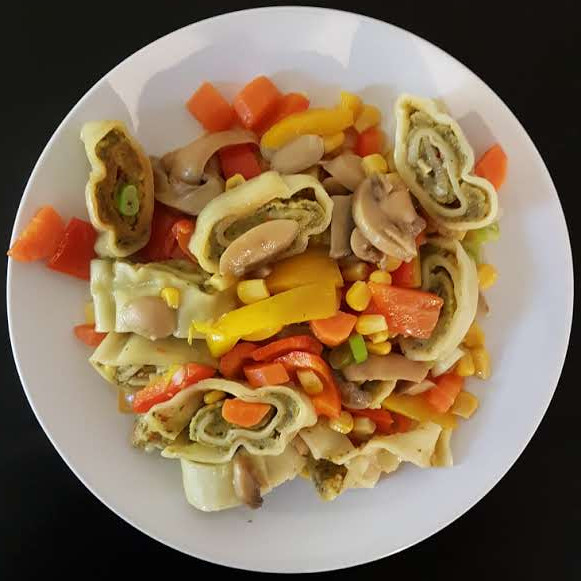
Нарезанные маульташены с овощами

Ма́ульташены (нем. Maultaschen букв. «пастевые карманы», по сходству с набитой щекой) — традиционное блюдо швабской кухни, в особенности на Пасху. Маульташены — крупные пельмени или вареники из лапшевого теста с мясной начинкой из колбасного фарша, лука и размоченного белого хлеба или с вегетарианской начинкой из сыра со шпинатом. Похожее блюдо есть в соседних Бадене и Баварии. Маульташены имеют также сходство с блюдами других кухонь Европы и Азии: итальянскими равиоли, тортеллини, каринтийской лапшой, тирольскими шлуцкрапфенами, польскими перогами, китайскими вонтонами, корейскими манду и японскими и китайскими цзяоцзы. С 2009 года швабские маульташены имеют защищённое наименование места происхождения товара. В прошлом маульташены считались едой для бедных ввиду низкого расхода мяса и возможности переработать в начинку остатки прошлого обеда. В современной Германии готовые маульташены — популярное блюдо быстрого приготовления и продаются в каждом супермаркете.
В кулинарном издании 1794 года имеется несколько рецептов маульташенов, но речь тогда шла о десертах. В Швабии существует множество семейных рецептов приготовления маульташенов из варёной ветчины, шпината, копчёных ветчинных колбас, рубленой свинины и говядины и остатков жаркого. Отваренные маульташены сервируют с бульоном как прозрачный суп, подают с поджаренным в сливочном масле луком и картофельным салатом как второе блюдо. Маульташены также жарят с луком и яйцом, предварительно порезав на полоски.
По легенде, маульташены придумали монахи цистерцианского Маульброннского монастыря, пытавшиеся таким образом во время Великого поста утаить от Всевышнего потребление мяса. Возможно, и название блюда идёт от названия монастыря. В другом варианте истории происхождения это были протестанты, которые тайком подмешивали мясо в шпинатную начинку конвертиков из теста. Поэтому в швабских семьях маульташены готовят с запасом, и на Великий четверг, когда их подают с бульоном, и на Великую пятницу, когда их сервируют другими способами. Свою лепту в историю появления маульташенов в Швабии могли внести также вальденсы — беженцы-протестанты из Северной Италии, которые могли принести на территорию Южной Германии не только шелковицу, люцерну, табак и картофель, но и равиоли и тортеллини, о чём косвенно свидетельствует и шпинат в начинке маульташенов.